# Apparatkabel
Apparatkabel avser vanligtvis en jordad kabel med en hankontakt av typen CEE 7/7 och en honkontakt av typen IEC-60320-C13. Kabeln är vanlig som strömförsörjning för bland annat stationära datorer, skrivare, ljudutrustning och andra apparater som behöver en jordad anslutning till 230 volt. Kontakterna kan antingen vara raka eller vinklade.